# سولفیت اکسیداز
سولفیت اکسیداز نوعی آنزیم است که در میتوکندری همه یوکاریوت‌ها یافت می‌شود. این آنزیم با اکسید کردن سولفیت، آن را به سولفات تبدیل می‌کند و از طریق سیتوکروم c , الکترون‌های تولید شده را به زنجیره انقال الکترون منتقل می‌کند و به این ترتیب امکان تولید آدنوزین تری فسفات (ATP) طی فسفریلاسیون اکسیداتیو فراهم می‌شود. این واکنش، آخرین مرحله از متابولیسم ترکیبات سولفات دار است و سپس سولفات دفع می‌شود.
سولفیت اکسیداز نوعی متالوآنزیم است که از یک کوفاکتور مولیبدوپترین molybdopterin و یک گروه هم heme استفاده می‌کند.
در پستانداران، این آنزیم در کبد، کلیه و قلب در سطح بالا و در طحال، مغز، عضلات اسکلتی و خون در سطوح خیلی پایین بیان می‌شود.

## نقص سولفیت اکسیداز
نقص سولفیت اکسیداز (به انگلیسی: Sulfite oxidase deficiency) نوعی ناهنجاری مادرزادی در متابولیسم اسیدهای آمینه سولفاته است.

### علائم بالینی
- زمان تولد و دوره نوزادی: طبیعی.
- دوران شیرخوارگی و کودکی: اشکال در تغذیه، تشنج مقاوم به درمان، تاخیر روانی حرکتی و فلج یکطرفه اندامها، عدم تعادل، حرکات کره‌ای شکل، کاهش تونوس عضلانی تنه و افزایش تونوس عضلانی اندامها، کوچک شدن مغز، سر کوچک و دررفتگی عدسی چشمی.

### نقص آنزیمی
نقص در آنزیم سولفیت اکسیداز.

### توارث زنتیکی
اتوزوم مغلوب.

### میزان بروز
نامعلوم.

### روش تشخیص
- اسیدهای آمینه پلاسما: تورین و سولفو سیستئین بالا، سیستئین و هموسیستئین پائین.
- ادرار: سولفو سیستئین بالا، هیپوگزانتین و گزانتین طبیعی.
- آزمون سولفیت ادرار تازه: مثبت.
- بررسی آنزیم.
- بررسی جهش.

### درمان
درمانی جهت این نقص وجود ندارد و این بیماری کشنده است.

### آزمون تشخیص قبل از تولد
ندارد.